# Salvador Goldschmied
Sergio Salvador Goldschmied Rodríguez (* 19. října 1940 Ciudad de México) je bývalý mexický zápasník.

## Sportovní kariéra
Narodil se do rodiny maďarského žida Józsefa Goldschmieda, který ve třicátých letech dvacátého století, v období velké hospodářské krize z Maďarska (obec Szárföld) emigroval. S úpolovými sporty začínal počátkem padesátých let v Ciudad de México v tělocvičně známého mexického mistra bojových umění Daniela F. Hernándeze.
Na judo se začal specializovat počátkem šedesátých let se studiem na univerzitě UNAM. Společně se svými bratry byl zařazen do judistického tréninkového programu, který vedl japonský instruktor Tomojoši Jamaguči. V roce 1964 reprezentoval Mexiko na olympijských hrách v Tokiu v těžké váze nad 80 kg. V tříčlenné základní skupině zremizoval úvodní zápas s Tchajwancem Čang Cchung-chuejem. Druhý zápas však prohrál před časovým limitem na ippon technikou uči-mata s favorizovaným Kanaďanem Dougem Rogersem a nepostoupil do vyřazovacích bojů.
V roce 1968 se konaly olympijské hry v jeho rodném městě Ciudad de México. Mezinárodní olympijský výbor však ještě před olympijskými hrami v Tokiu judo nezařadil do programu olympijských her v roce 1968. Tuto situaci se funkcionářům IJF nepodařilo změnit.
Sportovní kariéru ukončil počátkem sedmdesátých let dvacátého století. Věnoval se trenérské práci a pracoval jako sportovní lékař.

## Výsledky v judu

### Váhové kategorie
| Turnaj                  | 1964 | 1965 | 1966           | 1967           | 1968           | 1969           | 1970           |
| Turnaj                  | 24   | 25   | 26             | 27             | 28             | 29             | 30             |
| Turnaj                  | +-80 | +-80 | polotěžká váha | polotěžká váha | polotěžká váha | polotěžká váha | polotěžká váha |
| ----------------------- | ---- | ---- | -------------- | -------------- | -------------- | -------------- | -------------- |
| Olympijské hry          | úč.  |      |                |                |                |                |                |
| Mistrovství světa       |      | úč.  |                | úč.            |                | úč.            |                |
| Panamerické hry         |      |      |                | 5.             |                |                |                |
| Panamerické mistrovství |      | 3.   |                |                | 3.             |                | ?              |
| Středoamerické a k. hry |      |      | ?              |                |                |                | 1.             |

### Bez rozdílu vah
| Turnaj                  | 1964 | 1965 | 1966 | 1967 | 1968 | 1969 | 1970 |
| Turnaj                  | 24   | 25   | 26   | 27   | 28   | 29   | 30   |
| ----------------------- | ---- | ---- | ---- | ---- | ---- | ---- | ---- |
| Olympijské hry          | —    |      |      |      |      |      |      |
| Mistrovství světa       |      | úč.  |      | ?    |      | úč.  |      |
| Panamerické hry         |      |      |      | ?    |      |      |      |
| Panamerické mistrovství |      | 2.   |      |      | ?    |      | ?    |
| Středoamerické a k. hry |      |      | 1.   |      |      |      | ?    |